# Бланчард (Айдахо)
Бланчард (англ. Blanchard) — переписна місцевість (CDP) в окрузі Боннер штату Айдахо США. Населення — 379 осіб (2020).

## Географія
Бланчард розташований за координатами 48°0′45″ пн. ш. 116°59′26″ зх. д. / 48.01250° пн. ш. 116.99056° зх. д. (48.012442, -116.990459).  За даними Бюро перепису населення США в 2010 році переписна місцевість мала площу 3,96 км², з яких 3,84 км² — суходіл та 0,12 км² — водойми.

## Демографія
Згідно з переписом 2010 року, у переписній місцевості мешкала 261 особа в 116 домогосподарствах у складі 87 родин. Густота населення становила 66 осіб/км².  Було 407 помешкань (103/км²).
Расовий склад населення:
| - 97,7 % — білих - 0,8 % — корінних американців - 0,4 % — вихідців з тихоокеанських островів - 0,0 % — осіб інших рас |

До двох чи більше рас належало 1,1 %. Частка іспаномовних становила 1,1 % від усіх жителів.
За віковим діапазоном населення розподілялося таким чином: 15,7 % — особи молодші 18 років, 52,9 % — особи у віці 18—64 років, 31,4 % — особи у віці 65 років та старші. Медіана віку мешканця становила 55,2 року. На 100 осіб жіночої статі у переписній місцевості припадало 103,9 чоловіків;  на 100 жінок у віці від 18 років та старших — 107,5 чоловіків також старших 18 років.
Середній дохід на одне домашнє господарство  становив 67 747 доларів США (медіана — 73 036), а середній дохід на одну сім'ю — 67 747 доларів (медіана — 73 036). За межею бідності перебувало 0,0 % осіб, у тому числі - % дітей у віці до 18 років та 0,0 % осіб у віці 65 років та старших.
Цивільне працевлаштоване населення становило 17 осіб. Основні галузі зайнятості: виробництво — 100,0 %.